# Ben 10: Alien Force (joc video)

Ben 10: Alien Force este un joc video de acțiune-aventură bazat pe serialul Ben 10: Echipa extraterestră. Jocul a fost lansat în America de Nord pe 28 octombrie 2008 și în februarie 2009 în Regatul Unit.

## Povestea
În drumul lor spre parcul de distracții, Ben, Gwen și Kevin întâlni Cavaleri pentru totdeauna prin utilizarea unui tracker tech extraterestru. Kevin, Gwen și Ben urmări Cavaleri totdeauna la dig unde sunt în căutarea pentru o bucata de extraterestru tech îngropat acolo. În drumul lor de a prelua componenta, Ben întâlnește o echipa numita Instalatori Tetramani, șeful Gorvan. Gorvan afirma ca obiectivul sau este de a prelua mai multe componente extraterestre de tehnologie ilegale și recrutează rapid pe Ben, Gwen și Kevin pentru a finaliza aceasta sarcina. Apoi trio-ul merge la un cavaler totdeauna în pădure. Ben și Kevin lupta în drum cu Cavalerii și sistemul de securitate, Ben descoperă componenta următoare care este ascunsa în (care este legat) un dragon robotizat. După ce a învins dragonul, Ben pria componenta și o aduce înapoi la cea mai apropiata baza a instalatorilor unde Gorvan ia foarte țărănește componenta de păstrare. Apoi, echipa vânează o componenta recent descoperita la o baza militara. Kevin decide sa stea în misiunea după ce a fost insultat de către Ben și Gwen. Ben face drum prin suprafața (lupta cu Vulkanus și slujitorii săi cu topor), Gwen dezactivează sistemele de securitate pentru el în subteran. În cele din urma, Ben face drumul sau de a se lupta cu Vulkanus (care este dezamăgit în care Kevin a decis sa nu se alăture la misiunea lui Ben) în care Ben trebuie sa lupte și sa-i învingă la gama de muniție și Ben are componenta. Înapoi la baza, după ce a dat de componentele lui Gorvan și spunându-i despre Vulkanus, Gorvan afirma ca Vulkanus va trebui sa fie "tratat" cu cele din urma. Kevin, Ben, Gwen reține faptul ca Gorvan acționează suspicios și ar trebui sa păstreze un ochi pe el. Gorvan primește un mesaj și afirmă ca este de la restul instalatorilor și cere un raport privind progresele înregistrate. Gorvan lasă sa-l livreze pe un canal criptat. Apoi, Ben călătorește la un incubator în care un grup de DNAliens folosesc componenta pentru a alimenta o mașină cu oua de DNAliens. După lupte printr-un oraș fantoma și incubator, Ben preia componenta și o aduce înapoi la baza. După deblocarea dosarele secrete al lui bunicul Max, Ben, Gwen, Kevin descoperi ca instalatorul Gorvan căzu în dizgrație, ca a tezauriza și vândut ilegal extraterestru tech. Revelația provoacă provoacă Kevin sa vâneze Gorvan, Ben se duce după Kevin. Între timp, Kevin la prins pe Gorvan, care la ademenit pe Kevin într-un incubator Xenocyte în interiorul bazei. După în cele din urmă la găsit pe Kevin, Ben îl găsește parțial DNAlien. După ce la învins pe Kevin, Ben îl transforma înapoi la normal și îl trimite înapoi la Gwen. Ben continua misiunea de căutare al lui Gorvan și îl învinge. După venirea lui Kevin înapoi la Gwen, Gwen explică faptul ca componentul final (care a fost ascuns în interiorul bazei) este un miez sub-energie. Rasa Superioara sparge și fura componenta. Utilizarea Teck Tracker lui Kevin, au urmărit trei turnuri meteorologice al Rasei Superioare finalizate. Echipa se împărțita din cauza unui roi de DNAliens. Ben deduce ca o racheta este centrul de control pentru turnurile meteorologice și purcede pentru al scoate de pe placa de circuit, în ciuda avertismentelor lui Gwen. După lupta cu un roi de DNAliens, hibrizi DNAliens și un membru al Rasei Superioarei, Ben face auto-pilot în cazul în care se muta nava din circuite. Cu toate acestea, Rasa Superioara explica faptul ca eliminarea navei începe cu turnurile meteorologice, planurile sale ar fi fost ruinate și aruncă pe Ben din nava, astfel încât Ben poate vedea propria lucrare în acțiune. Jocul derulează al începutul ultimului nivel, Gwen încearcă sa avertizeze Ben sa nu meargă în corabie. După tentativa eșuata, Gwen și Kevin despărțit sa ia în câmpuri din cauza forței turlelor. După realizarea misiunii lor, ele sunt îndeplinite cu un humangosuar de dimensiuni mari, care ia în picioare turnurile rămase. În timp ce explora epava turnurilor, echipa descoperă ca Rasa Superioara planificau sa facă un arc gigant. Ei inspectează foile planului și jocul se termină.

## În rolurile principale
- Yuri Lowenthal ca Ben Tennyson
- Ashley Johnson ca Gwen Tennyson
- Greg Cipes ca Kevin Levin
- Dee Bradley Bake ca Swamfire,humangosuar,Big Chill,Jetray,Maimuța păianjen,târnăcop Aliens,DNAliens
- Paul Elding ca Max Tennysons,Vocea sistemului de securitate
- John DiMaggio ca Gorvan,Vulkanus

## Vezi și
- Ben 10

1. ↑  redump.org